# Венслави
Венсла́ви — село в Україні, у Лохвицькій міській громаді Миргородського району Полтавської області. Населення становить 262 осіб. Колишній орган місцевого самоврядування — Ригівська сільська рада.

## Географія
Село Венслави примикає до села Риги.

## Історія
12 червня 2020 року, відповідно до розпорядження Кабінету Міністрів України № 721-р «Про визначення адміністративних центрів та затвердження територій територіальних громад Полтавської області», село увійшло до складу Лохвицької міської громади.
19 липня 2020 року, в результаті адміністративно - територіальної реформи та ліквідації Лохвицького району, село увійшло до складу новоутвореного Миргородського району Полтавської області.

## Відомі люди

### Народились

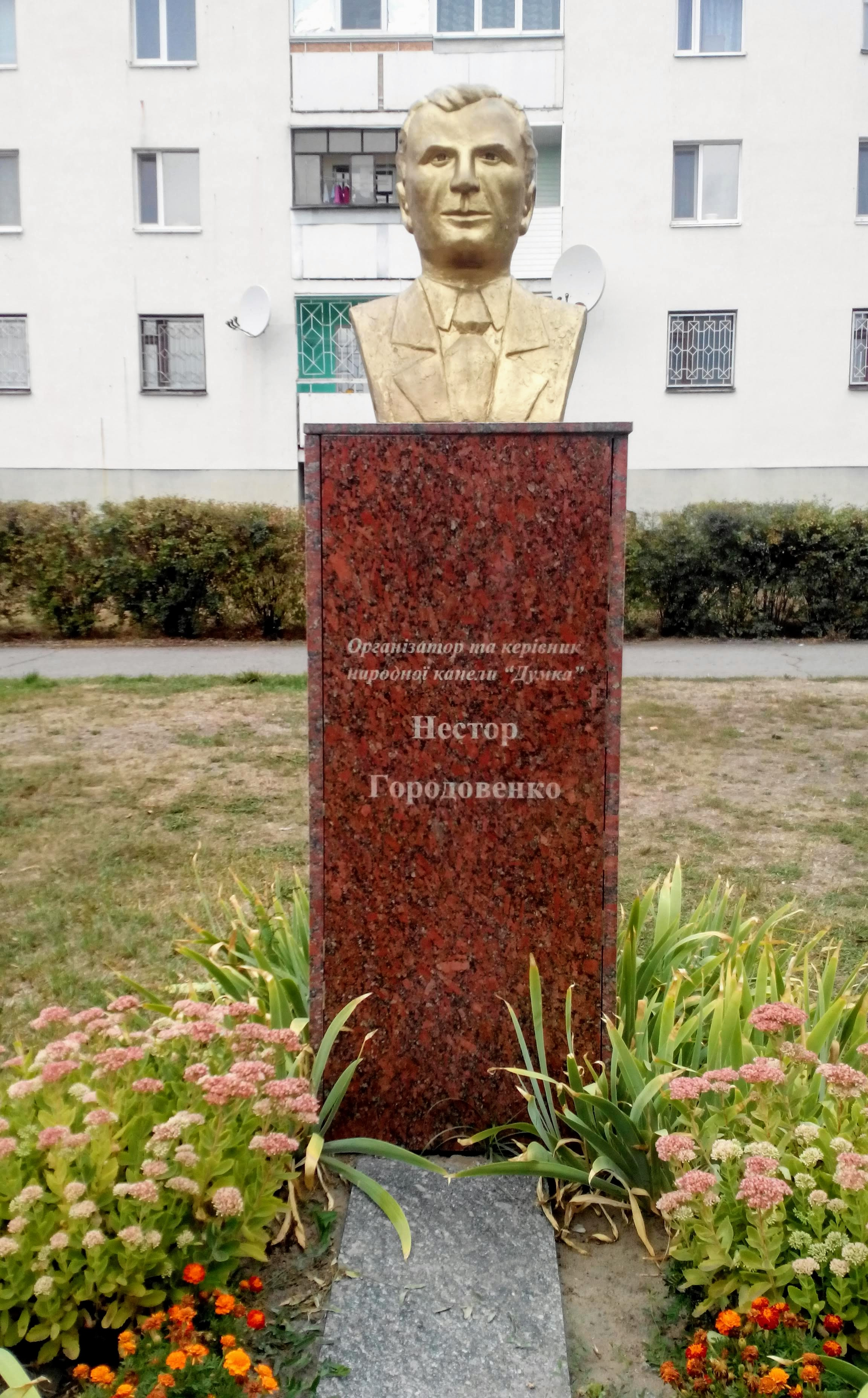
Пам'ятник-погруддя Нестору Городовенку у Лохвиці

- Городовенко Нестор Феофанович — український хоровий диригент, художній керівник капели «Думка», заслужений артист УРСР.